# Rebel Meets Rebel (album)
Rebel Meets Rebel is een heavy metal/country-album van het gelijknamige muzikale project Rebel Meets Rebel.

## Lijst van nummers
| Nr. | Titel                | Duur |
| --- | -------------------- | ---- |
| 1.  | Nothin' to Lose      | 3:40 |
| 2.  | Rebel Meets Rebel    | 3:10 |
| 3.  | Cowboys Do More Dope | 4:49 |
| 4.  | Panfilo              | 0:34 |
| 5.  | Heart Worn Highway   | 4:12 |
| 6.  | One Nite Stands      | 2:28 |
| 7.  | Arizona Rivers       | 2:28 |
| 8.  | Get Outta My Life    | 3:32 |
| 9.  | Cherokee Cry         | 3:50 |
| 10. | Time                 | 3:36 |
| 11. | No Compromise        | 3:52 |
| 12. | N.Y.C. Streets       | 4:12 |

## Bezetting
- David Allan Coe - Zang
- Dimebag Darrell - Gitaar
- Rex Brown - Basgitaar
- Vinnie Paul - Drums

## Hitnotering
Album
| Year | Chart                  | Position |
| ---- | ---------------------- | -------- |
| 2006 | Billboard 200          | 38       |
| 2006 | Top Independent Albums | 3        |